# 삼성 익스클레임
삼성 익스클레임(Samsung Exclaim, Samsung M550)은 삼성전자가 2009년 6월에 출시한 휴대 전화이다.